# 1992 en sports équestres
Chronologie des sports équestres
- 1991 en sports équestres - 1992 en sports équestres - 1993 en sports équestres

Cet article présente les faits marquants de l'année 1992 en sports équestres.

## Événements

### Juillet
- 9 juillet au 12 juillet : Championnats du monde de voltige à Heilbronn (Allemagne)[1].
- 9 juillet au 12 juillet : CSIO de Dinard (France)[2].

### Août
- 28 juillet au 9 août : Épreuves équestres des Jeux olympiques d'été de 1992 à Barcelone (Espagne)[3].

### Septembre
- 27 septembre : Journée Nationale du cheval en France.

### Octobre
- 17 octobre au 25 octobre : Equi-days[4].